# Orczek
Orczek lub Tylkówko, Tylkówek (niem. Horsing See) – jezioro w Polsce, w województwie warmińsko-mazurskim, w powiecie szczycieńskim, w gminie Pasym.

## Położenie i charakterystyka
Jezioro leży na Pojezierzu Olsztyńskim, natomiast w regionalizacji przyrodniczo-leśnej – w mezoregionie Pojezierza Mrągowskiego. Leży na terenie zlewni Wadąg–Łyna–Pregoła ze zlewnią elementarną Dopływu z jez. Małszewskiego od dopł. spod Dybowa do ujścia. Otoczenie stanowią lasy należące do nadleśnictwa Olsztyn.
Jezioro znajduje się na północny zachód od wsi Tylkówko, w sąsiedztwie Dopływu z jez. Malszewskiego. Jest jeziorem zarośniętym.
Wody jeziora obejmuje obwód rybacki Jeziora Tylkówek w zlewni rzeki Łyna Nr 16.

## Morfometria
Według danych uzyskanych poprzez planimetrię jeziora na mapach w skali 1:50 000 opracowanych w Państwowym Układzie Współrzędnych 1965, zgodnie z poziomem odniesienia Kronsztadt, powierzchnia zbiornika wodnego to 10,0 ha. Według numerycznego modelu terenu udostępnionego przez Geoportal lustro wody znajduje się na wysokości 124,5 m n.p.m.

## Przyroda
Jezioro leży na terenie Obszaru Chronionego Krajobrazu Puszczy Napowidzko-Ramudzkiej oraz na terenie specjalnego obszaru ochrony siedlisk Natura 2000 Ostoja Napiwodzko-Ramucka.